# Fleshgod Apocalypse
I Fleshgod Apocalypse sono un gruppo musicale symphonic death metal italiano proveniente da Perugia.

## Storia del gruppo
I Fleshgod Apocalypse si sono formati nel corso del 2007 dalle ceneri di un altro gruppo, i Tyrannic Ethical Reconstruction, dal quale provengono il cantante e chitarrista Francesco Paoli, il bassista Paolo Rossi e il batterista Francesco Struglia ai quali si aggiunge subito il chitarrista solista Cristiano Trionfera, già membro di gruppi come Lord Vampyr e Shadowsreign. Nello stesso anno, il gruppo realizza e autoproduce un primo demo.
Il gruppo raggiunge presto una fama discreta, e nel 2008 viene invitato a partecipare ad uno split album con i Septycal Gorge, gli Onirik e i Modus Delicti.
Ottenuto un contratto con l'etichetta Willowtip Records, il gruppo inizia a preparare del materiale per il primo album, tuttavia le registrazioni sono rallentate dall'abbandono di Struglia per divergenze musicali. Il gruppo si affida per l'incisione al giovane batterista Mauro Mercurio, proveniente dagli Hour of Penance. Il disco prevede un cambio stilistico: dal brutal death metal si passa infatti ad un technical death metal melodico e ricco di parti orchestrali, per la quale registrazione viene chiamato il pianista Francesco Ferrini, che cura tutti gli arrangiamenti orchestrali dell'album. Oracles viene pubblicato nel marzo del 2009.
Il gruppo pianifica un tour di promozione per l'album, ma, essendo privo di un batterista, deve riorganizzare la sua formazione: Paoli diventa quindi il nuovo batterista, mentre il ruolo di cantante passa a Rossi e viene invitato il chitarrista ritmico Tommaso Riccardi come membro dal vivo. Alla fine del tour, Riccardi diventa membro ufficiale del gruppo, prendendo anche il posto di Rossi dietro al microfono.
A giugno del 2010 il gruppo pubblica l'EP Mafia, che vede ancora il pianista Francesco Ferrini occuparsi degli arrangiamenti orchestrali. Dopo la pubblicazione dell'EP, Ferrini viene annunciato come membro permanente del gruppo. Nel maggio del 2011, i Fleshgod Apocalypse firmano un contratto con l'etichetta discografica tedesca Nuclear Blast Records, con la quale hanno pubblicato il secondo album Agony, uscito il 9 agosto 2011 e supportato da un'incessante attività live in diversi continenti. Il 16 agosto 2013 è la volta del terzo album in studio Labyrinth che vede la partecipazione per la prima volta del soprano Veronica Bordacchini che da lì in avanti avrebbe seguito tutta l'attività della band come guest musician. L'album fu considerato da Metal Hammer come uno dei migliori 10 dischi di heavy metal italiano del decennio
Nel 2016 esce il quarto album in studio della band di Perugia, King.
Il 10 ottobre 2017 la band pubblica sul proprio account Facebook la notizia che il cantante/chitarrista Tommaso Riccardi ha lasciato la band e che il suo posto sarà preso dallo stesso Francesco Paoli, sostituto a sua volta dal batterista David Folchitto, noto per la sua militanza negli Stormlord. In seguito, si apprende anche che il chitarrista Cristiano Trionfera ha lasciato la formazione della band per dedicarsi al management di quest'ultima ed è sostituito da Fabio Bartoletti dei Deceptionist.
L'8 marzo 2019 esce il singolo Sugar, estratto dall'album Veleno in uscita il 24 maggio dello stesso anno.
Il 18 dicembre 2020 Esce l'EP No, contenente il singolo omonimo e la versione acustica di The Day We'll Be Gone. L'EP è stato prodotto da Jacob Hansen mentre la copertina è stata disegnata da Travis Smith.
Il primo gennaio 2021 viene pubblicata la cover di Blue degli Eiffel 65
Nel mese di febbraio 2024 la band annuncia la separazione dal bassista e fondatore Paolo Rossi che viene rimpiazzato definitivamente al basso da Francesco Paoli, la band continuerà come quintetto rilasciando il nuovo singolo " Pendulum " dedicato all'incidente avuto da Francesco Paoli nel 2021.

## Formazione[11]

### Attuale
- Francesco Paoli – voce, chitarra ritmica (2007-2009, 2017-presente); batteria, cori (2009-2017) basso (2023-presente)
- Francesco Ferrini – pianoforte (2010–presente)
- Veronica Bordacchini - voce soprano (2013-presente)
- Fabio Bartoletti - chitarra solista, cori (2017-presente)
- Eugene Ryabchenko - batteria (2020-presente)

### Ex componenti
- Tommaso Riccardi – voce, chitarra ritmica (2009–2017)
- Cristiano Trionfera – chitarra solista, cori (2007– 2017)
- Francesco Struglia – batteria (2007– 2009)
- David Folchitto - batteria (2017-2020)
- Paolo Rossi – basso, voce (2007–2023)

## Discografia

### Album in studio
- 2009 – Oracles
- 2011 – Agony
- 2013 – Labyrinth
- 2016 – King
- 2019 – Veleno
- 2024 - Opera

### Split
- 2008 – Da Vinci Death Code

### EP
- 2010 – Mafia
- 2020 – No

### Demo
- 2007 – Promo '07